# Enduro-Europameisterschaft 1985
Die Enduro-Europameisterschaft 1985 war die 18. in der Geschichte der FIM Enduro-Europameisterschaft.

## Allgemeines und Rennkalender
| Nr. | Ort                | Datum                 | Streckenlänge (a) |
| --- | ------------------ | --------------------- | ----------------- |
| 1   | Brioude            | 4. bis 5. Mai 1985    | 570 km            |
| 2   | Alano di Piave     | 11. bis 12. Mai 1985  | 510 km            |
| 3   | Jelenia Góra       | 8. bis 9. Juni 1985   | 528 km            |
| 4   | Jablonec nad Nisou | 15. bis 16. Juni 1985 | 525 km            |
| 5   | Lahti              | 6. bis 7. Juli 1985   | 576 km            |
| 6   | Skövde             | 13. bis 14. Juli 1985 | 500 km            |

## Klasse bis 80 cm³

### Rennergebnisse
| Nr. | Datum              | Ort                   | Fahrer   | Fahrer  | Tag 1                       | Tag 1                           | Tag 1                           | Tag 2                       | Tag 2                           | Tag 2                           | Gesamtführender             |
| Nr. | Datum              | Ort                   | am Start | im Ziel | Platz 1                     | Platz 2                         | Platz 3                         | Platz 1                     | Platz 2                         | Platz 3                         | Gesamtführender             |
| --- | ------------------ | --------------------- | -------- | ------- | --------------------------- | ------------------------------- | ------------------------------- | --------------------------- | ------------------------------- | ------------------------------- | --------------------------- |
| 1   | Brioude            | 4. bis 5. Mai 1985    | k. A.    | k. A.   | Stefano Passeri (Accossato) | Pierfranco Muraglia (Accossato) | Jens Thalmann (Simson)          | Stefano Passeri (Accossato) | Pierfranco Muraglia (Accossato) | Horst Geißenhöner (Simson)      | Stefano Passeri (Accossato) |
| 2   | Alano di Piave     | 11. bis 12. Mai 1985  | 13       | 10      | Stefano Passeri (Accossato) | Pierfranco Muraglia (Accossato) | Horst Geißenhöner (Simson)      | Stefano Passeri (Accossato) | Pierfranco Muraglia (Accossato) | Horst Geißenhöner (Simson)      | Stefano Passeri (Accossato) |
| 3   | Jelenia Góra       | 8. bis 9. Juni 1985   | 11       | 7       | Stefano Passeri (Accossato) | Jens Thalmann (Simson)          | Przybyla (Simson)               | Stefano Passeri (Accossato) | Przybyla (Simson)               | Horst Geißenhöner (Simson)      | Stefano Passeri (Accossato) |
| 4   | Jablonec nad Nisou | 15. bis 16. Juni 1985 | 10       | 6       | Horst Geißenhöner (Simson)  | Stefano Passeri (Accossato)     | Pierfranco Muraglia (Accossato) | Stefano Passeri (Accossato) | Horst Geißenhöner (Simson)      | Pierfranco Muraglia (Accossato) | Stefano Passeri (Accossato) |
| 5   | Lahti              | 6. bis 7. Juli 1985   | 6        | 5       | Stefano Passeri (Accossato) | Pierfranco Muraglia (Accossato) | Przybyla (Simson)               | Przybyla (Simson)           | Pierfranco Muraglia (Accossato) | Stefano Passeri (Accossato)     | Stefano Passeri (Accossato) |
| 6   | Skövde             | 13. bis 14. Juli 1985 | 6        | 4       | Przybyla (Simson)           | Jens Thalmann (Simson)          | Heinaaho                        | Przybyla (Simson)           | Jens Thalmann (Simson)          | Stefano Passeri (Accossato)     | Stefano Passeri (Accossato) |

### EM-Endstand
| Platz | Fahrer          | Motorrad  | Punkte |
| ----- | --------------- | --------- | ------ |
| 1     | Stefano Passeri | Accossato | 220    |
| 2     | Przybyla        | Simson    | 172    |
| 3     | Jens Thalmann   | Simson    | 168    |

## Klasse bis 125 cm³

### Rennergebnisse
| Nr. | Datum              | Ort                   | Fahrer   | Fahrer  | Tag 1                     | Tag 1                      | Tag 1                 | Tag 2                     | Tag 2                   | Tag 2                      | Gesamtführender      |
| Nr. | Datum              | Ort                   | am Start | im Ziel | Platz 1                   | Platz 2                    | Platz 3               | Platz 1                   | Platz 2                 | Platz 3                    | Gesamtführender      |
| --- | ------------------ | --------------------- | -------- | ------- | ------------------------- | -------------------------- | --------------------- | ------------------------- | ----------------------- | -------------------------- | -------------------- |
| 1   | Brioude            | 4. bis 5. Mai 1985    | k. A.    | k. A.   | Rolf Hübler (Simson)      | Renato Pegurri (KTM)       | Giovanni Sala (KTM)   | Rolf Hübler (Simson)      | Milani (Puch)           | Giovanni Sala (KTM)        | Rolf Hübler (Simson) |
| 2   | Alano di Piave     | 11. bis 12. Mai 1985  | 31       | 22      | Angelo Signorelli (KTM)   | Renato Pegurri (KTM)       | Milani (Puch)         | Renato Pegurri (KTM)      | Angelo Signorelli (KTM) | Milani (Puch)              | Rolf Hübler (Simson) |
| 3   | Jelenia Góra       | 8. bis 9. Juni 1985   | 19       | 11      | Gancewski (Simson)        | Rolf Hübler (Simson)       | Bernd Lämmel (Simson) | Rolf Hübler (Simson)      | Kvech (Jawa)            | Bernd Lämmel (Simson)      | Rolf Hübler (Simson) |
| 4   | Jablonec nad Nisou | 15. bis 16. Juni 1985 | 24       | 15      | Rolf Hübler (Simson)      | Lubomir Vojkuvka (Jawa)    | Petr Kvech (Jawa)     | Rolf Hübler (Simson)      | Lubomir Vojkuvka (Jawa) | Petr Kvech (Jawa)          | Rolf Hübler (Simson) |
| 5   | Lahti              | 6. bis 7. Juli 1985   | 35       | 20      | Peter Hansson (Husqvarna) | Rolf Hübler (Simson)       | Seppo Leino           | Peter Hansson (Husqvarna) | Petr Kvech (Jawa)       | Mikael Nilsson (Husqvarna) | Rolf Hübler (Simson) |
| 6   | Skövde             | 13. bis 14. Juli 1985 | 6        | 4       | Peter Hansson (Husqvarna) | Mikael Nilsson (Husqvarna) | Renato Pegurri (KTM)  | Peter Hansson (Husqvarna) | Gancewski (Simson)      | Renato Pegurri (KTM)       | Rolf Hübler (Simson) |

### EM-Endstand
| Platz | Fahrer         | Motorrad | Punkte |
| ----- | -------------- | -------- | ------ |
| 1     | Rolf Hübler    | Simson   | 193    |
| 2     | Gancewski      | Simson   | 139    |
| 3     | Renato Pegurri | KTM      | 128    |

## Klasse bis 250 cm³

### Rennergebnisse
| Nr. | Datum              | Ort                   | Fahrer   | Fahrer  | Tag 1                | Tag 1                     | Tag 1                 | Tag 2                 | Tag 2                 | Tag 2                     | Gesamtführender       |
| Nr. | Datum              | Ort                   | am Start | im Ziel | Platz 1              | Platz 2                   | Platz 3               | Platz 1               | Platz 2               | Platz 3                   | Gesamtführender       |
| --- | ------------------ | --------------------- | -------- | ------- | -------------------- | ------------------------- | --------------------- | --------------------- | --------------------- | ------------------------- | --------------------- |
| 1   | Brioude            | 4. bis 5. Mai 1985    | k. A.    | k. A.   | Jiři Cisar (Jawa)    | Emil Čunderlík (Jawa)     | Gilles Lalay (Honda)  | Emil Čunderlík (Jawa) | Harald Sturm (MZ)     | Libor Podmol (Jawa)       | Emil Čunderlík (Jawa) |
| 2   | Alano di Piave     | 11. bis 12. Mai 1985  | 42       | 32      | Gilles Lalay (Honda) | Giorgio Grasso (Gilera)   | Libor Podmol (Jawa)   | Jiři Cisar (Jawa)     | Gilles Lalay (Honda)  | Emil Čunderlík (Jawa)     | Emil Čunderlík (Jawa) |
| 3   | Jelenia Góra       | 8. bis 9. Juni 1985   | 33       | 20      | Jiři Cisar (Jawa)    | Emil Čunderlík (Jawa)     | Harald Sturm (MZ)     | Harald Sturm (MZ)     | Emil Čunderlík (Jawa) | Jiři Cisar (Jawa)         | Emil Čunderlík (Jawa) |
| 4   | Jablonec nad Nisou | 15. bis 16. Juni 1985 | 61       | 45      | Jiři Cisar (Jawa)    | Derrick Edmondson (Honda) | Emil Čunderlík (Jawa) | Libor Podmol (Jawa)   | Harald Sturm (MZ)     | Jiři Cisar (Jawa)         | Jiři Cisar (Jawa)     |
| 5   | Lahti              | 6. bis 7. Juli 1985   | 40       | 23      | Harald Sturm (MZ)    | Juha Laaksonen            | Suur-Inkeroinen       | Harald Sturm (MZ)     | Uwe Weber (MZ)        | Gilles Lalay (Honda)      | Harald Sturm (MZ)     |
| 6   | Skövde             | 13. bis 14. Juli 1985 | 41       | 26      | Harald Sturm (MZ)    | Derrick Edmondson (Honda) | Jiři Cisar (Jawa)     | Harald Sturm (MZ)     | Uwe Weber (MZ)        | Derrick Edmondson (Honda) | Harald Sturm (MZ)     |

### EM-Endstand
| Platz | Fahrer         | Motorrad | Punkte |
| ----- | -------------- | -------- | ------ |
| 1     | Harald Sturm   | MZ       | 189    |
| 2     | Jiři Cisar     | Jawa     | 172    |
| 3     | Emil Čunderlík | Jawa     | 166    |

## Klasse bis 500 cm³

### Rennergebnisse
| Nr. | Datum              | Ort                   | Fahrer   | Fahrer  | Tag 1                        | Tag 1                        | Tag 1                        | Tag 2                        | Tag 2                      | Tag 2                  | Gesamtführender     |
| Nr. | Datum              | Ort                   | am Start | im Ziel | Platz 1                      | Platz 2                      | Platz 3                      | Platz 1                      | Platz 2                    | Platz 3                | Gesamtführender     |
| --- | ------------------ | --------------------- | -------- | ------- | ---------------------------- | ---------------------------- | ---------------------------- | ---------------------------- | -------------------------- | ---------------------- | ------------------- |
| 1   | Brioude            | 4. bis 5. Mai 1985    | k. A.    | k. A.   | Jens Scheffler (MZ)          | Dick Wicksell (Husqvarna)    | Svenerik Jönsson (Husqvarna) | Jens Scheffler (MZ)          | Hakan Lundberg (Husqvarna) | Vilem Dupal (Jawa)     | Jens Scheffler (MZ) |
| 2   | Alano di Piave     | 11. bis 12. Mai 1985  | 32       | 29      | Jens Scheffler (MZ)          | Svenerik Jönsson (Husqvarna) | Gianangelo Croci (KTM)       | Jens Scheffler (MZ)          | Gianangelo Croci (KTM)     | Vilem Dupal (Jawa)     | Jens Scheffler (MZ) |
| 3   | Jelenia Góra       | 8. bis 9. Juni 1985   | 31       | 23      | Jens Scheffler (MZ)          | Andreas Cyffka (MZ)          | Svenerik Jönsson (Husqvarna) | Jens Scheffler (MZ)          | Dick Wicksell (Husqvarna)  | Andreas Cyffka (MZ)    | Jens Scheffler (MZ) |
| 4   | Jablonec nad Nisou | 15. bis 16. Juni 1985 | 40       | 32      | Jozef Chovančík (Jawa)       | Svenerik Jönsson (Husqvarna) | Jens Scheffler (MZ)          | Svenerik Jönsson (Husqvarna) | Dick Wicksell (Husqvarna)  | Jens Scheffler (MZ)    | Jens Scheffler (MZ) |
| 5   | Lahti              | 6. bis 7. Juli 1985   | 23       | 14      | Svenerik Jönsson (Husqvarna) | Hakan Lundberg (Husqvarna)   | Dick Wicksell (Husqvarna)    | Svenerik Jönsson (Husqvarna) | Dick Wicksell (Husqvarna)  | Jens Scheffler (MZ)    | Jens Scheffler (MZ) |
| 6   | Skövde             | 13. bis 14. Juli 1985 | 28       | 18      | Svenerik Jönsson (Husqvarna) | Dick Wicksell (Husqvarna)    | Hakan Lundberg (Husqvarna)   | Svenerik Jönsson (Husqvarna) | Dick Wicksell (Husqvarna)  | Jozef Chovančík (Jawa) | Jens Scheffler (MZ) |

### EM-Endstand
| Platz | Fahrer           | Motorrad  | Punkte |
| ----- | ---------------- | --------- | ------ |
| 1     | Jens Scheffler   | MZ        | 197    |
| 2     | Svenerik Jönsson | Husqvarna | 184    |
| 3     | Dick Wicksell    | Husqvarna | 133    |

## Klasse über 500 cm³ (Viertakt)

### Rennergebnisse
| Nr. | Datum              | Ort                   | Fahrer   | Fahrer  | Tag 1                         | Tag 1                         | Tag 1                         | Tag 2                         | Tag 2                             | Tag 2                         | Gesamtführender               |
| Nr. | Datum              | Ort                   | am Start | im Ziel | Platz 1                       | Platz 2                       | Platz 3                       | Platz 1                       | Platz 2                           | Platz 3                       | Gesamtführender               |
| --- | ------------------ | --------------------- | -------- | ------- | ----------------------------- | ----------------------------- | ----------------------------- | ----------------------------- | --------------------------------- | ----------------------------- | ----------------------------- |
| 1   | Brioude            | 4. bis 5. Mai 1985    | k. A.    | k. A.   | Stanislav Zloch (Jawa-Rotax)  | Thomas Gustavsson (Husqvarna) | Simon Schram (Honda)          | Thomas Gustavsson (Husqvarna) | Antti Juho Kemppainen (Husqvarna) | Stanislav Zloch (Jawa-Rotax)  | Stanislav Zloch (Jawa-Rotax)  |
| 2   | Alano di Piave     | 11. bis 12. Mai 1985  | 20       | 11      | Stanislav Zloch (Jawa-Rotax)  | Guglielmo Andreini (Kawasaki) | Simon Schram (Honda)          | Stanislav Zloch (Jawa-Rotax)  | Guglielmo Andreini (Kawasaki)     | Thomas Gustavsson (Husqvarna) | Stanislav Zloch (Jawa-Rotax)  |
| 3   | Jelenia Góra       | 8. bis 9. Juni 1985   | 10       | 5       | Thomas Gustavsson (Husqvarna) | Stanislav Zloch (Jawa-Rotax)  | Miroslav Pokorny (Jawa-Rotax) | Thomas Gustavsson (Husqvarna) | Miroslav Pokorny (Jawa-Rotax)     | Simon Schram (Honda)          | Stanislav Zloch (Jawa-Rotax)  |
| 4   | Jablonec nad Nisou | 15. bis 16. Juni 1985 | 11       | 8       | Thomas Gustavsson (Husqvarna) | Stanislav Zloch (Jawa-Rotax)  | Miroslav Pokorny (Jawa-Rotax) | Thomas Gustavsson (Husqvarna) | Miroslav Pokorny (Jawa-Rotax)     | Stanislav Zloch (Jawa-Rotax)  | Thomas Gustavsson (Husqvarna) |
| 5   | Lahti              | 6. bis 7. Juli 1985   | 10       | 5       | Thomas Gustavsson (Husqvarna) | Stanislav Zloch (Jawa-Rotax)  | Simon Schram (Honda)          | Thomas Gustavsson (Husqvarna) | Stanislav Zloch (Jawa-Rotax)      | Simon Schram (Honda)          | Thomas Gustavsson (Husqvarna) |
| 6   | Skövde             | 13. bis 14. Juli 1985 | 11       | 6       | Thomas Gustavsson (Husqvarna) | Miroslav Pokorny (Jawa-Rotax) | Simon Schram (Honda)          | Thomas Gustavsson (Husqvarna) | Antti Juho Kemppainen (Husqvarna) | Ulrich Wrobel                 | Thomas Gustavsson (Husqvarna) |

### EM-Endstand
| Platz | Fahrer            | Motorrad   | Punkte |
| ----- | ----------------- | ---------- | ------ |
| 1     | Thomas Gustavsson | Husqvarna  | 225    |
| 2     | Stanislav Zloch   | Jawa-Rotax | 169    |
| 3     | Simon Schram      | Honda      | 127    |